# Hriňová
Hriňová (deutsch Hrinau, ungarisch Herencsvölgy – bis 1888 Hrinyová) ist eine Stadt in der Mittelslowakei mit 6931 Einwohnern (Stand 31. Dezember 2024), die zum Okres Detva, einem Teil des Banskobystrický kraj gehört.

## Geographie
Die Stadt liegt sich am Oberlauf der Slatina und zugleich am Übergang vom Talkessel Zvolenská kotlina in die Gebirge Poľana nördlich und Veporské vrchy (Teil des Slowakischen Erzgebirges) östlich der Stadt. Oberhalb des Hauptortes ist der Fluss seit 1965 im Stausee Hriňová aufgestaut. Das Gemeindegebiet ist mit fast 126,5 km² überdurchschnittlich groß und hat Höhen von 450 m n.m. bis 1458 m n.m. (Berg Poľana). Das Ortszentrum liegt auf einer Höhe von 500 m n.m. und ist zehn Kilometer von Detva, 37 Kilometer von Zvolen sowie 52 Kilometer von Banská Bystrica entfernt.
Verwaltungstechnisch gliedert sich die Stadt in folgende 11 Stadtteile:
| - Biele Vody - Horná Hriňová - Hriňová - Jasenovo - Krivec I - Krivec II | - Mangútovo - Slanec - Snohy - Štoliansko - Vrchslatina |

Nachbargemeinden sind Valaská im Norden, Sihla und Lom nad Rimavicou im Nordosten, Látky und Detvianska Huta im Osten, Podkriváň im Süden, Korytárky im Südwesten, Detva im Westen und Očová im Nordwesten.

## Geschichte

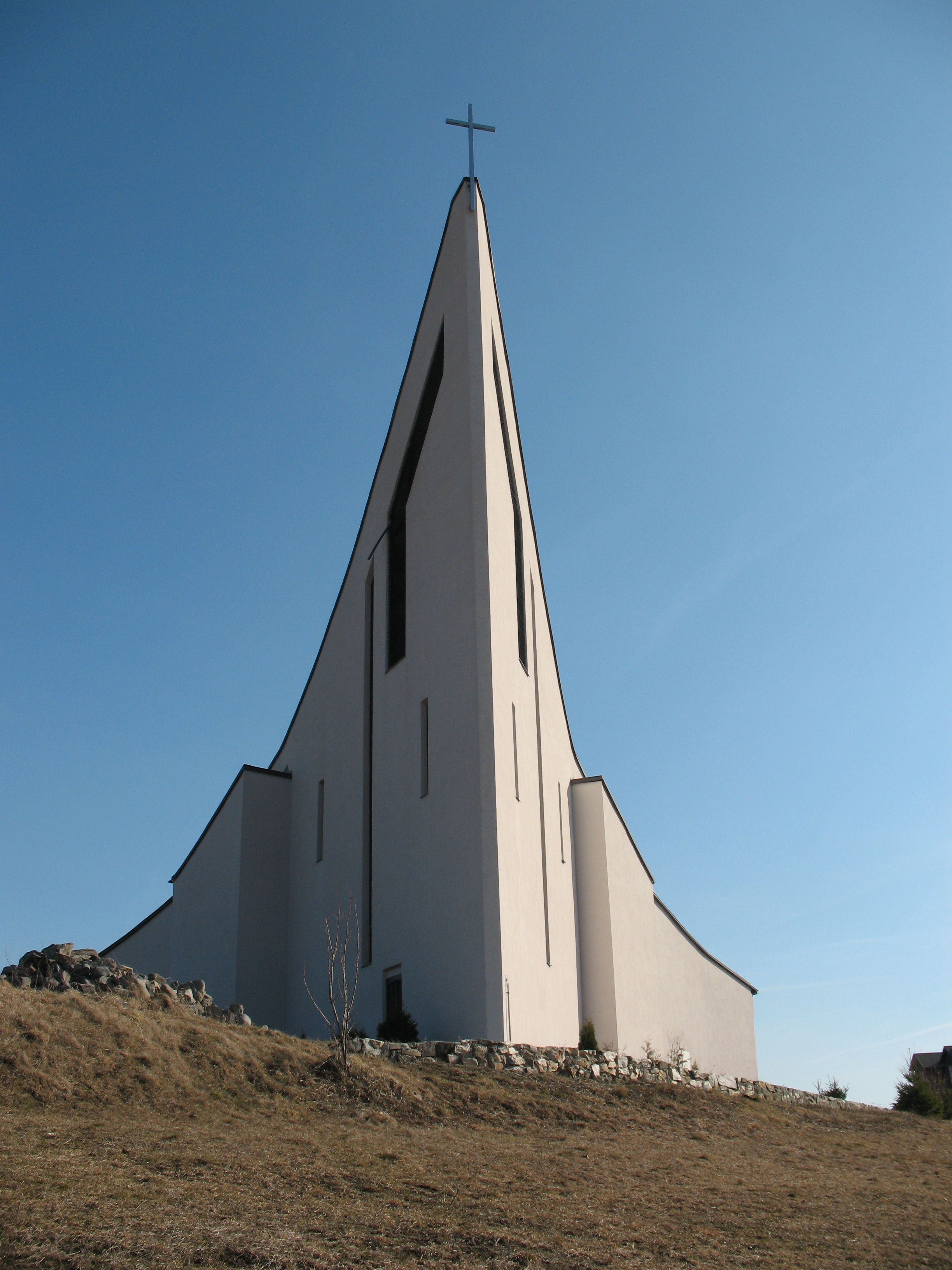
Kirche auf dem Berg Ratičov vrch

Der Ort entstand im 18. Jahrhundert aus Teilen der heutigen Stadt Detva als Teil des Herrschaftsguts von Vígľaš und wurde 1863 als Hrinyová zum ersten Mal schriftlich erwähnt. Der Bevölkerungszuwachs ist auf den Zuzug der Landwirte, aber auch das Wachstum der Glashütten in dieser Region zurückzuführen. Schließlich erlaubte das ungarische Innenministerium am 21. Oktober 1890 die Trennung von Detva. Am 5. September 1891 wurde Hriňová  zur eigenständigen Gemeinde erklärt. 1895 wurde die heutige Gemeinde Detvianska Huta ausgegliedert. Neben der Glashütte war die Bevölkerung in Forst- und Landwirtschaft, Viehhaltung und als Köhler beschäftigt. Wegen steigender Kosten wurde die Glashütte 1914 stillgelegt und ist seither nicht mehr in Betrieb, sodass nur noch ein Dampf-Sägewerk als großer Arbeitgeber blieb.
Bis 1918 gehörte die im Komitat Sohl liegende Stadt zum Königreich Ungarn und kam danach zur Tschechoslowakei beziehungsweise heute Slowakei. In der ersten tschechoslowakischen Republik gab es große Arbeitslosigkeit und Armut, sodass die Einwohner oft Arbeit im Ausland suchen mussten. Während des Slowakischen Nationalaufstands spielte die Umgebung eine bedeutende Rolle.
Das Stadtrecht bekam Hriňová am 1. Januar 1989.

## Bevölkerung
| Jahr:                | 1994. | 2004.   | 2014.   | 2024.   |
| -------------------- | ----- | ------- | ------- | ------- |
| Anzahl der Personen: | 8574  | 8096    | 7654    | 6931    |
| Unterschied:         |       | -5,57 % | -5,45 % | -9,44 % |

| Jahr:                | 2023. | 2024.   |
| -------------------- | ----- | ------- |
| Anzahl der Personen: | 7023  | 6931    |
| Unterschied:         |       | -1,30 % |

Gemäß der Volkszählung 2011 wohnten in Hriňová 7814 Einwohner, davon 7181 Slowaken, 20 Tschechen, 15 Roma, vier Polen, drei Mährer, jeweils zwei Magyaren und Ukrainer und ein Deutscher; fünf Einwohner waren anderer Ethnie. 581 Einwohner machten keine Angaben. 6.254 Einwohner bekannten sich zur römisch-katholischen Kirche, 122 Einwohner zur evangelischen Kirche A. B., zwölf Einwohner zur griechisch-katholischen Kirche, zehn Einwohner zur evangelisch-methodistischen Kirche, jeweils acht Einwohner zur evangelistischen Kirche und zur orthodoxen Kirche und fünf Einwohner zur Brüderkirche; alle weiteren Konfessionen hatten weniger als fünf Gläubige und 14 Einwohner gehörten zu einer anderen, nicht in Statistiken erfassten Konfession. 505 Einwohner waren konfessionslos und bei 853 Einwohnern ist die Konfession nicht ermittelt.
Ergebnisse nach der Volkszählung 2001 (8289 Einwohner):
| Nach Ethnie: - 98,56 % Slowaken - 0,42 % Tschechen - 0,35 % Roma - 0,06 % Ukrainer - 0,05 % Magyaren | Nach Konfession: - 88,85 % römisch-katholisch - 6,19 % konfessionslos - 2,40 % keine Angabe - 2,10 % evangelisch - 0,14 % griechisch-katholisch |

## Bauwerke
- römisch-katholische Kirche aus dem Jahr 1947
- Beispiele regionaltypischer Architektur in einigen Siedlungen / Einzelhöfen

## Verkehr
In der Stadt treffen sich zwei Landesstraßen: die II/526 führt von Kriváň über Hriňová Richtung Osten nach Kokava nad Rimavicou und Hnúšťa, während die II/529 hier beginnt und nördlich nach Brezno verläuft. Ein Anschluss an das Fernstraßennetz befindet sich im acht Kilometer entfernten Kriváň (Straße 1. Ordnung 50, E 58). Es gibt keinen Bahnhof auf dem Gemeindegebiet, der nächste befindet sich ebenfalls in Kriváň und zwar an der Bahnstrecke Salgótarján–Vrútky (Teilstrecke Zvolen–Fiľakovo).
Es gibt umfassende lokale Busverbindungen sowie einige überregionale Verbindungen.